# Эвандро Фелипе де Лима Коста
Эвандро Фелипе де Лима Коста (порт. Ewandro Felipe de Lima Costa более известный, как Эвандро порт. Ewandro; род. 15 марта 1996 года в Ресифи, Бразилия) — бразильский футболист, нападающий клуба «Спорт Ресифи».

## Клубная карьера
Эвандро — воспитанник клуба «Сан-Паулу». 23 января 2014 года в матче Лиги Паулиста против «Можи-Мирин» он дебютировал за основную команду. 30 января в поединке против «Риу-Клару» Фелипе забил свой первый гол за «Сан-Паулу». 19 июля в матче против «Шапекоэнсе» он дебютировал в бразильской Серии А.
Летом 2015 года Эвандро был отдан в аренду в «Атлетико Паранаэнсе». 23 августа в матче против «Интернасьонала» он дебютировал за новый клуб. 30 августа в поединке против «Гояса» Фелипе забил свой первый гол за «Атлетико Паранаэнсе». В 2016 году он помог клубу выиграть Лигу Паранаэнсе.
Летом 2016 года Эвандро подписал контракт на пять лет с итальянским «Удинезе». 25 сентября в матче против «Сассуоло» он дебютировал в итальянской Серии A. В начале 2018 года для получения игровой практики Эвандро на правах аренды перешёл в португальский «Эшторил-Прая». 30 января в матче против «Тондела» он дебютировал в Сангриш лиге. 4 февраля в поединке против столичного «Спортинга» Фелипе забил свой первый гол за «Эшторил-Прая». Летом 2018 года Эвандро на правах аренды присоединился к венской «Аустрии».

## Международная карьера
В 2013 году в составе юношеской сборной Бразилии Эвандро завоевал бронзовые медали юношеского чемпионата Южной Америки в Аргентине. На турнире он принял участие в матчах против команд Уругвая, Боливии, Венесуэлы, Парагвая и дважды Перу. В поединке против перуанцев Фелипе забил гол.

## Достижения
Командные
 «Атлетико Минейро»
- Чемпион Лиги Паранаэнсе — 2016

Международные
 Бразилия (до 17)
- Юношеский чемпионат Южной Америки — 2013